# ساغان توسو
ساغان توسو (باليابانية: サガン鳥栖) نادي كرة قدم ياباني مركزه محافظة ساغا تأسس في العام 1997.

## أهم اللاعبين الذين لعبوا للنادي خلال تاريخه
- ديفيد بيسكونتي
- خورخي ديلي فالديز
- ساتوشي أوتومو
- دراغيسا بينيتش
- فيرناندو توريس

## وصلات خارجية
- الموقع الرسمي (باليابانية)